# HMS Westminster (F237)
La HMS Westminster (F237) es una fragata Tipo 23 de la Royal Navy comisionada en 1994.

## Construcción
Construida por Swan Hunter, fue puesta en gradas en 1991, botada en 1992 y asignada en 1994.

## Historia de servicio
En 2002/03 cumplió una patrulla en el Atlántico Sur en las Islas Malvinas.
En 2022 la HMS Westminster (junto a la HMS Lancaster y HMS Richmond) vigiló al crucero Mariscal Ustinov y destructor Vicealmirante Kulakov, ambos de la marina rusa, en aguas próximas a las islas británicas.
El mismo año durante un ejercicio con la US Navy disparó dos misiles al casco de la fragata USS Boone.